# Blauwerk Architekten
Blauwerk Architekten ist ein deutsches Architekturbüro, das 2001 in München gegründet wurde.

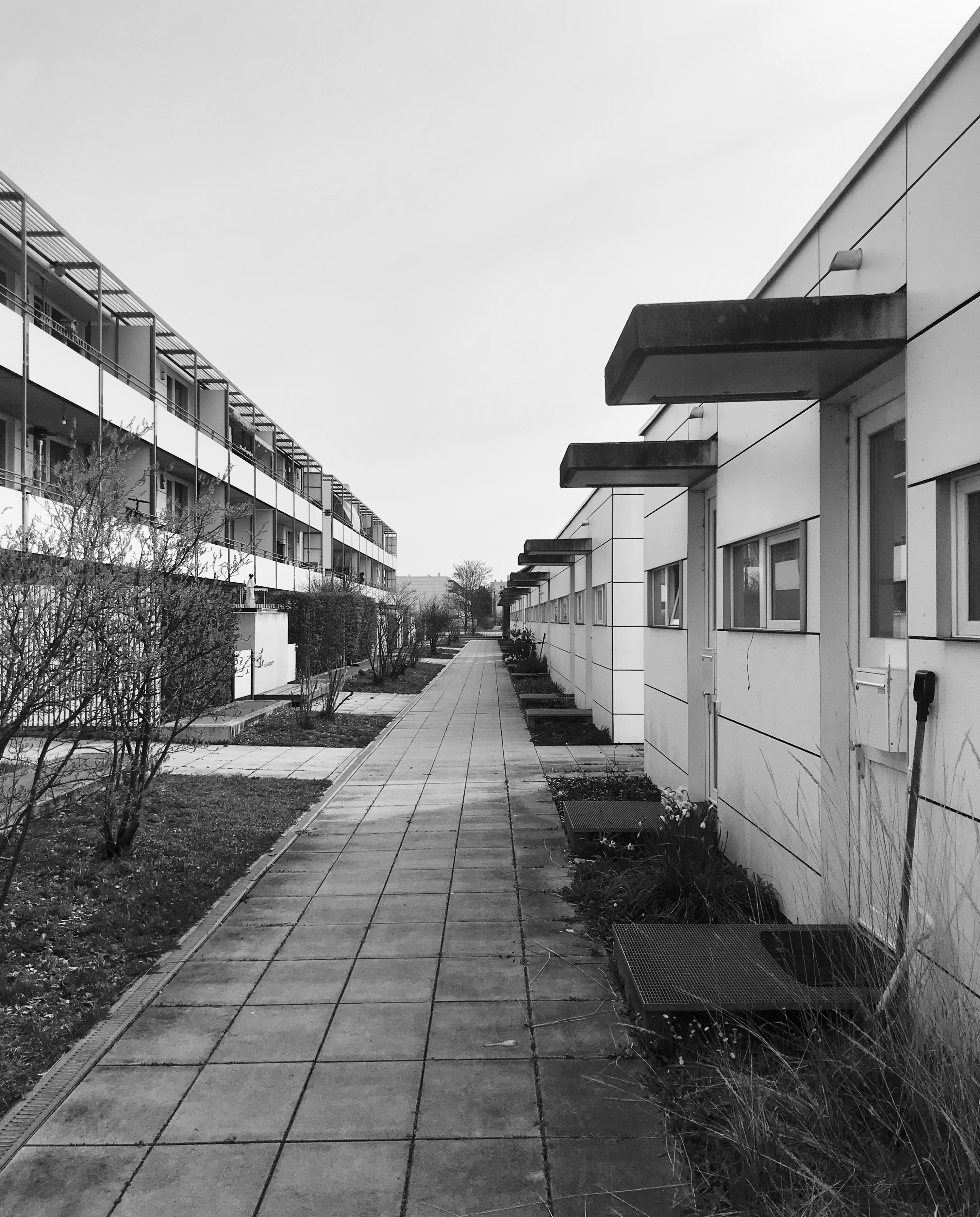
Wohnanlage, Ingolstadt

## Partner
Christian Kern (* 1964 in Wipperfürth) studierte zwischen 1987 und 1995 Architektur an der Universität Stuttgart und an der Curtin University Perth. In den Jahren von 1994 bis 1997 war er Mitarbeiter bei Stirling and Wilford, Yeang Malaysia, Behnisch und Partner, Auer + Weber und bei Josef Peter Meier-Scupin & Petzet. Von 1999 bis 2004 war Kern wissenschaftlicher Assistent bei Richard Horden an der Technischen Universität München. 2001 gründete er mit Michael Schneider das Architekturbüro BLAUWERK, seit 2014 Geschäftsführer im Büro BLAUWERK Architekten GmbH. Von 2006 bis 2021 war Kern Vorstandsmitglied des Europan Deutschland e.V. Seit 2007 ist er als Universitätsprofessor für 3D-Gestalten an der Technischen Universität Wien tätig. 2016 wurde er in den Bund Deutscher Architekten berufen.
Tom Repper (* 1969 in Heidelberg) studierte zwischen 1991 und 1996 Architektur an der Fachhochschule München. Von 1995 bis 1998 war er Mitarbeiter bei Meier-Scupin & Petzet. Von 1997 bis 1999 hatte er ein Aufbaustudium für Städtebau an der Kunstakademie München bei Otto Steidle. In den Jahren 1999 bis 2007 arbeitete er bei Steidle + Partner. 2008 wurde Repper Partner, 2014 Geschäftsführer im Büro BLAUWERK. 2016 wurde er in den Bund Deutscher Architekten berufen.

## Geschichte
Im Jahr 2001 gewann das Architekturbüro Blauwerk Architekten den international bekannten Nachwuchswettbewerb Europan 6 in IngolstadtEuropan.
Der international tätige Architekturfotograf Florian Holzherr fotografiert Bauwerke von Blauwerk.

## Bauten (Auswahl)

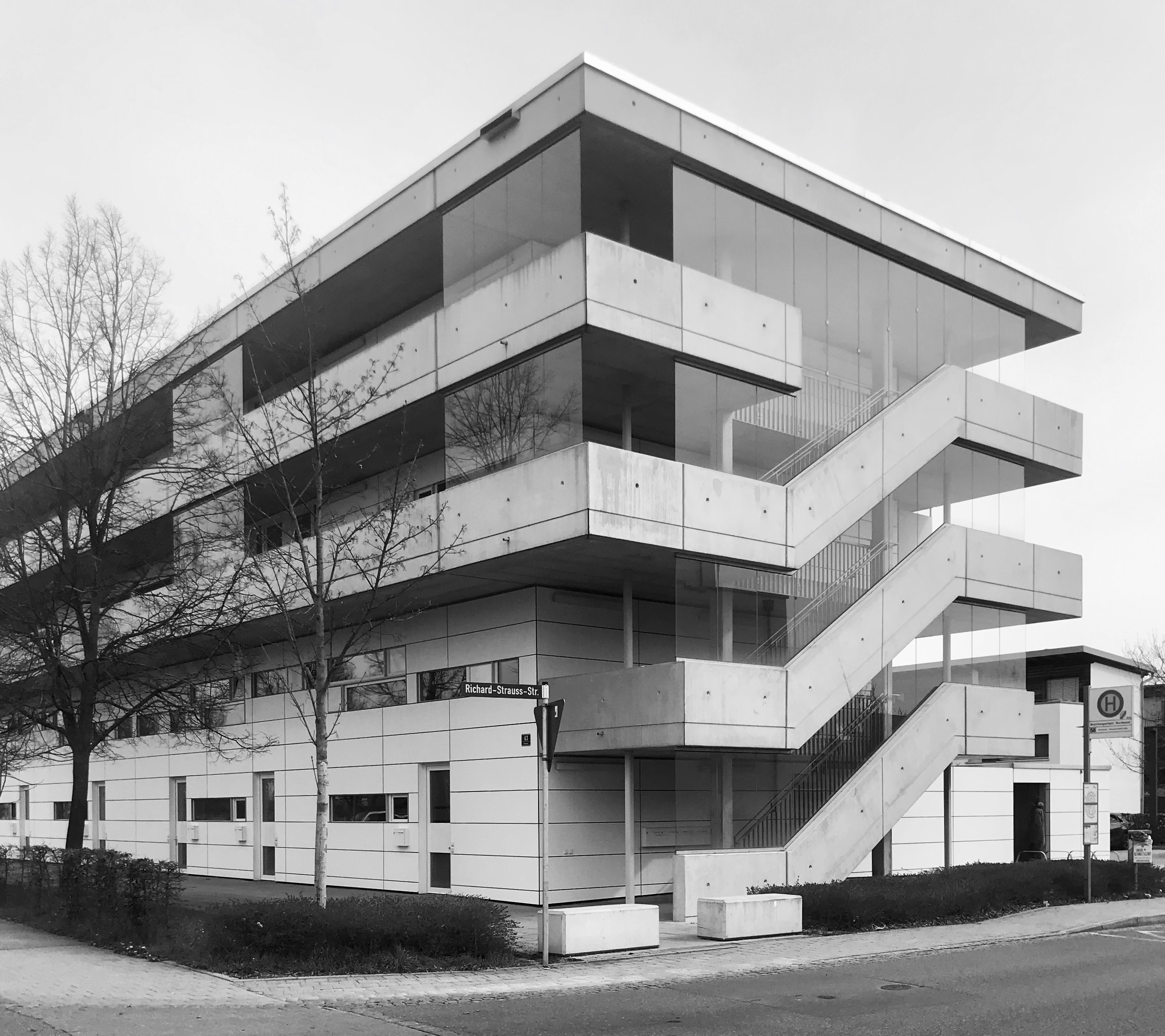
Wohnanlage, Ingolstadt

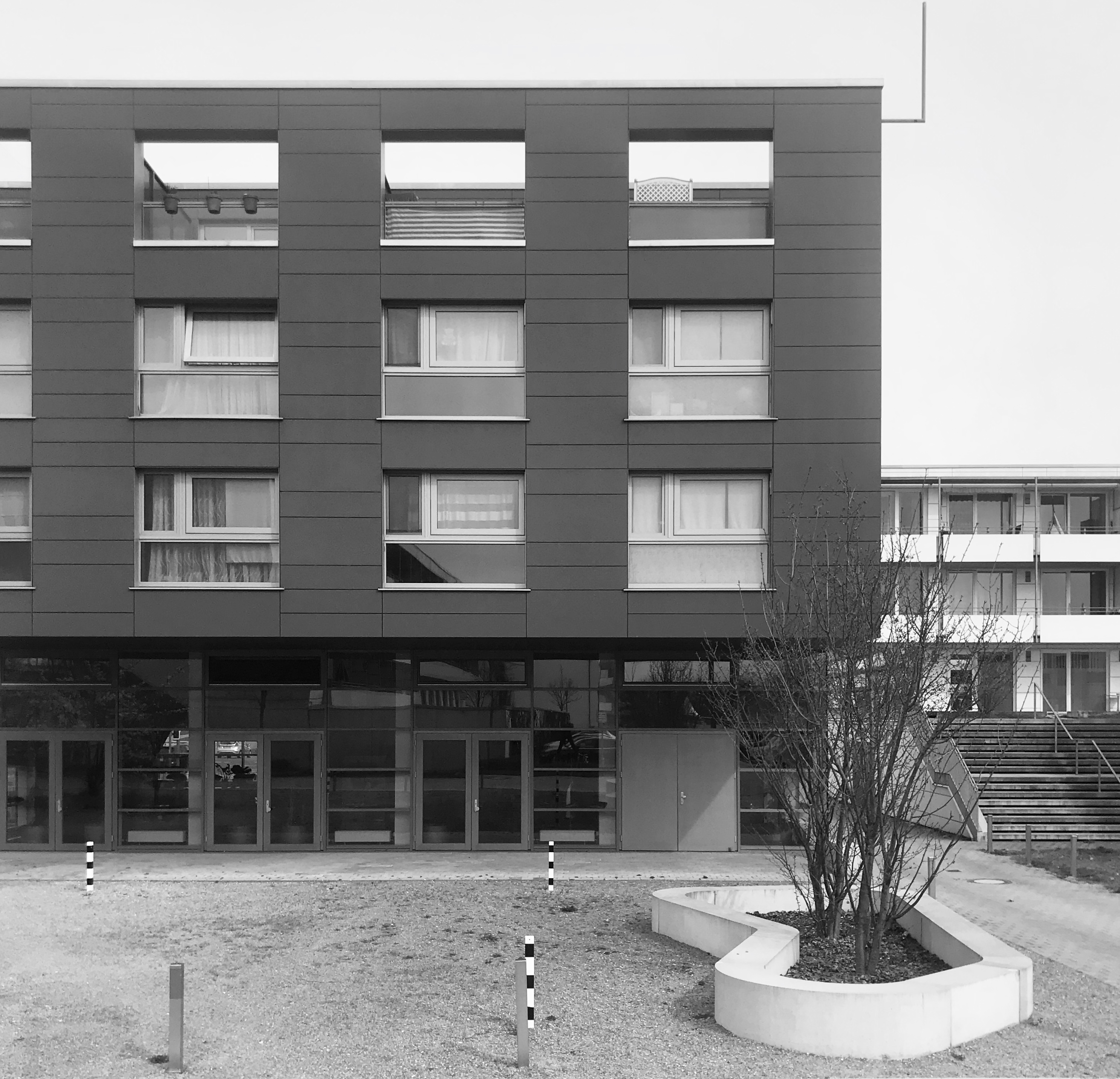
Wohnanlage, Ingolstadt

- 2002–2005: Siedlung Permoserstraße – Äußerer Buxheimer Weg 44F, 46, 48, 50, Ingolstadt mit Kern und Schneider Architekten
- 2004–2006: Umbau Lokalbaukommission München[2]
- 2005–2006: Wohnhaus, Neuburg an der Donau
- 2005–2006: Bürogebäude, Neuburg an der Donau
- 2008–2009: Wohnhaus, München
- 2010: Siedlung Permoserstraße – Permoserstraße 41, 43, Ingolstadt
- 2009–2012: Studentenwohnanlage Haidpark, München[3][4]
- 2012: Siedlung Permoserstraße – Permoserstraße 39, Ingolstadt
- 2015: Siedlung Permoserstraße – Permoserstraße 61, 63, Ingolstadt[5]
- 2012–2016: Wohnanlage – Hinteranger, Ingolstadt[6] mit Grabner Huber Lipp
- 2016: Bahnhof Eichstätt[7]
- 2018–2019: Quartier Johannis, Nürnberg mit grabner huber lipp[8]
- 2021: Wohnanlage, Nürnberg[9]

## Auszeichnungen und Preise
- 2009: Fassadenpreis der Landeshauptstadt München
- 2011: Besondere Anerkennung – Deutscher Bauherrenpreis
- 2017: German Design Award für Siedlung Permoserstraße – Permoserstraße 61, 63, Ingolstadt[10]
- 2019: Bayerischer Wohnungsbaupreis für Quartier Johannis, Nürnberg
- 2021: Special Mention – German Design Award für Quartier Johannis, Nürnberg[11]